# Aframomum longiligulatum
Aframomum longiligulatum là một loài thực vật có hoa trong họ Gừng. Loài này được Koechlin mô tả khoa học đầu tiên năm 1965.